# Falcon de Bénévent
Falcon de Bénévent (en italien : Falcone di Benevento ou Falcone Beneventano) est un chroniqueur d'Italie méridionale du XIIe siècle, auteur d'une des chroniques les plus importantes pour l'histoire des Normands en Italie.

## Biographie
Né à la fin du XIe siècle, Falcon appartient probablement à une importante famille lombarde issue de l'ancien duché de Bénévent, où il a sans doute vu le jour (ou dans les environs).
Ayant probablement reçu une solide éducation, Falcon est avant tout un lettré et un fonctionnaire travaillant d'abord au service de la Papauté. C'est en effet un scribe et un notaire officiant à la Cour papale de Bénévent. En 1133, il est nommé juge de la ville par le cardinal Gérard et voit sa nomination ratifiée par le pape Innocent II.
Falcon est l'auteur d'une chronique allant des années 1100 aux années 1140, le Chronicon Beneventanum, parvenu en partie jusqu'à nous. Il n'a pas rédigé sa chronique au jour le jour et il semble qu'une partie de l'ouvrage fut rédigée après la mort du roi Roger II de Sicile survenue en 1154. Cette chronique, dans l'état où elle nous est parvenue, commence en 1102 et finit en 1139. Jusqu'en 1112, la chronique est fort brève et Falcon s'est semble-t-il contenté de reproduire des annales antérieures, notamment celles de Bénévent ; c'est à partir de cette année que son œuvre présente un caractère original.
Dans sa chronique, Falcon, très hostile aux Normands, nous donne l'opinion des Lombards et se fait l'écho du sentiment national de ses compatriotes. Pour lui, le roi Roger II de Sicile est un tyran et les Normands, des « Barbares ».